# Andreas von Aulock
Andreas Maria Karl von Aulock (* 23. März 1893 in Kochelsdorf im Kreis Kreuzburg; † 23. Juni 1968 in Wiesbaden) war ein deutscher Oberst im Zweiten Weltkrieg, der durch seine Weigerung, sich im August 1944 den alliierten Einheiten als Festungskommandant von Saint-Malo zu ergeben, gewisse Bekanntheit erlangte.

## Leben

### Herkunft
Andreas von Aulock war der Sohn des preußischen Leutnants Franz von Aulock (1856–1904) und dessen Ehefrau Antonie, geborene Schoenheyder (1864–1950). Seine Brüder waren der spätere Generalmajor Hubertus von Aulock und der Ministerialbeamte Wilhelm von Aulock.

### Militärkarriere
Nach dem Besuch der Kadettenanstalt trat Aulock Ende März 1912 als Leutnant in das 6. Thüringische Infanterie-Regiment Nr. 95 der Preußischen Armee ein. Mit der 3. Kompanie kämpfte Aulock zu Beginn des Ersten Weltkriegs an der belgischen Front bei Namur. Unter Versetzung zur 4. Kompanie, deren Führung er übernahm, kam er an die Ostfront. In Polen kämpfte das Regiment von Dezember 1914 bis März 1915 an der Frontlinie der Bzura bis Rawa Mazowiecka. Während des weiteren Kriegsverlaufs rückte Aulock in den Regimentsstab auf, kämpfte 1916/17 in der Schlacht um Verdun und der Dritten Flandernschlacht. Für sein Verhalten erhielt Aulock beide Klassen des Eisernen Kreuzes.
Nach Kriegsende und einem Aufenthalt in den Offiziersdurchgangslagern Hannoversch-Münden und Göttingen wurde Aulock Anfang April 1920 aus dem Heeresdienst entlassen. Anfang der 20er Jahre war er als Freikorpsführer tätig. Mitte der 1920er Jahre war er Hauptmann a. D. Von 1927/1928 bis nachweislich 1933 verdingte sich der Reserveoffizier als Kaufmann und wohnte in Gleiwitz O.S., nachfolgend in Berlin.
Aulock trat Mitte 1937 dem III. Bataillon des Infanterie-Regiments 87 der Wehrmacht als Hauptmann der Reserve bei. Im Dezember 1938 erhielt er die Beförderung zum Major und trat wieder in den aktiven Dienst ein. Im März 1939 wurde er Kommandeur des II. Bataillons des Infanterie-Regiments 212.
Während des Zweiten Weltkriegs übernahm Aulock als Oberstleutnant im August 1940 das Infanterie-Regiment 226, kämpfte mit diesem Regiment an der Ostfront und nahm ab August 1942 an der Schlacht von Stalingrad teil. Bereits am 27. Oktober 1941 hatte er das Deutsche Kreuz in Gold erhalten. Nach der Schließung des Stalingrader Kessels durch die Rote Armee gehörte Aulock zu den ausgeflogenen Offizieren. Als Kommandeur einer Kampfgruppe der 79. Infanterie-Division erhielt er im November 1943 die Beförderung zum Oberst und das Ritterkreuz des Eisernen Kreuzes für Einsätze im Kuban-Brückenkopf.
In der Folge versetzte ihn das Oberkommando des Heeres (OKH) zur Führerreserve. Nach einem Einsatz beim Wehrmachtbefehlshaber in den Niederlanden, General der Flieger Christiansen, versetzte ihn das OKH Anfang Januar 1944 zur Heeresgruppe D, wo er als Festungskommandant vorgesehen war. Am 15. Februar erfolgte die Ernennung zum Kommandanten von Saint-Malo. Er richtete sein Hauptquartier in der alten Zitadelle der Stadt ein. Deren starke Mauern konnten selbst von panzerbrechenden Granaten mit einem Geschossgewicht von 500 kg nicht durchschlagen werden.

Als die US-Amerikaner nach der alliierten Invasion und zu Beginn der Schlacht um die Bretagne Saint-Malo Anfang August drei Tage lang mit Artilleriefeuer belegt hatten, forderten Abgesandte der Zivilbevölkerung Aulock zur Kapitulation auf, die er aber strikt ablehnte. Nach der Einnahme und Sicherung der Stadt am 14. August wurde ein gefangengenommener deutscher Feldgeistlicher in die Zitadelle entsandt, um ihn zur Kapitulation zu überreden, doch er lehnte ab mit den Worten:
Ein deutscher Soldat kapituliert nicht.
Durch seinen tagelange Weigerung, die Festung aufzugeben, musste St. Malo heftige Bombardements über sich ergehen lassen, die zahlreiche Gebäudeschäden hinterließen. Hitler hatte ihm persönlich gedankt. Aulock unterstützte aber auch die Evakuierung der Bevölkerung, die er später aber bedauerte. Gemeinsam mit den Truppenteilen des Hafenkommandanten St. Malo Kapitän zur See Werner Endell, in den Verteidigungsgefechten Stellvertreter von Aulock, und dem mit der Führung der 77. Infanterie-Division beauftragten Oberst Rudolf Bacherer verteidigte er St. Malo. Endell wurde hierfür wie auch der Oberleutnant zur See Richard Seuß, welcher die Hafeneinfahrt von St. Malo verteidigt hatte, mit dem Ritterkreuz des Eisernen Kreuzes ausgezeichnet. Zwei Tage vor seiner Kapitulation erhielt von Aulock das Eichenlaub zum Ritterkreuz des Eisernen Kreuzes (551. Verleihung). Aulock ergab sich schließlich am 17. August 1944 mit 400 Soldaten den amerikanischen Streitkräften der 83. Division und wurde gefangen genommen. Am 18. August 1944 wurde Aulock namentlich im Wehrmachtbericht genannt:
Die Besatzung von St. Malo ist der feindlichen Übermacht erlegen. Unaufhörlich unter schwerstem Beschuß, konnte sie sich, nachdem sämtliche schweren Waffen ausgefallen waren, zuletzt nur noch mit Handwaffen zur Wehr setzen. Soldaten aller Wehrmachtteile, unter ihrem Kommandanten Oberst von Aulock, haben hier dem Ansturm stärkster feindlicher Kräfte in fast dreiwöchigem heldenhaftem Ringen standgehalten und dem Gegner hohe blutige Verluste zugefügt. Ihr Kampf wird in die Geschichte eingehen.
Gegen Aulock wurde eine Anzeige wegen NS-Gewaltverbrechen erstattet. Er soll während des Russlandfeldzuges im Juli 1941 bei Kämpfen der 6. Armee in den rückwärtigen Gebieten im Raum Sokal, Dubno und Shitomir Willkürerschießungen angeordnet haben. Das Verfahren soll am 29. März 1965 eingestellt worden sein.

### Familie
Aulock heiratete am 24. Januar 1917 in Eisenach Martha Walther-Reuter (1894–1969), Tochter des Arztes Karl Walther und der Anna Schäfer. Aus der Ehe ging die Tochter Charlotte (* 1920) hervor, die 1956 Wolfgang Huhle (* 1921) heiratete.